# Thomas Wydler

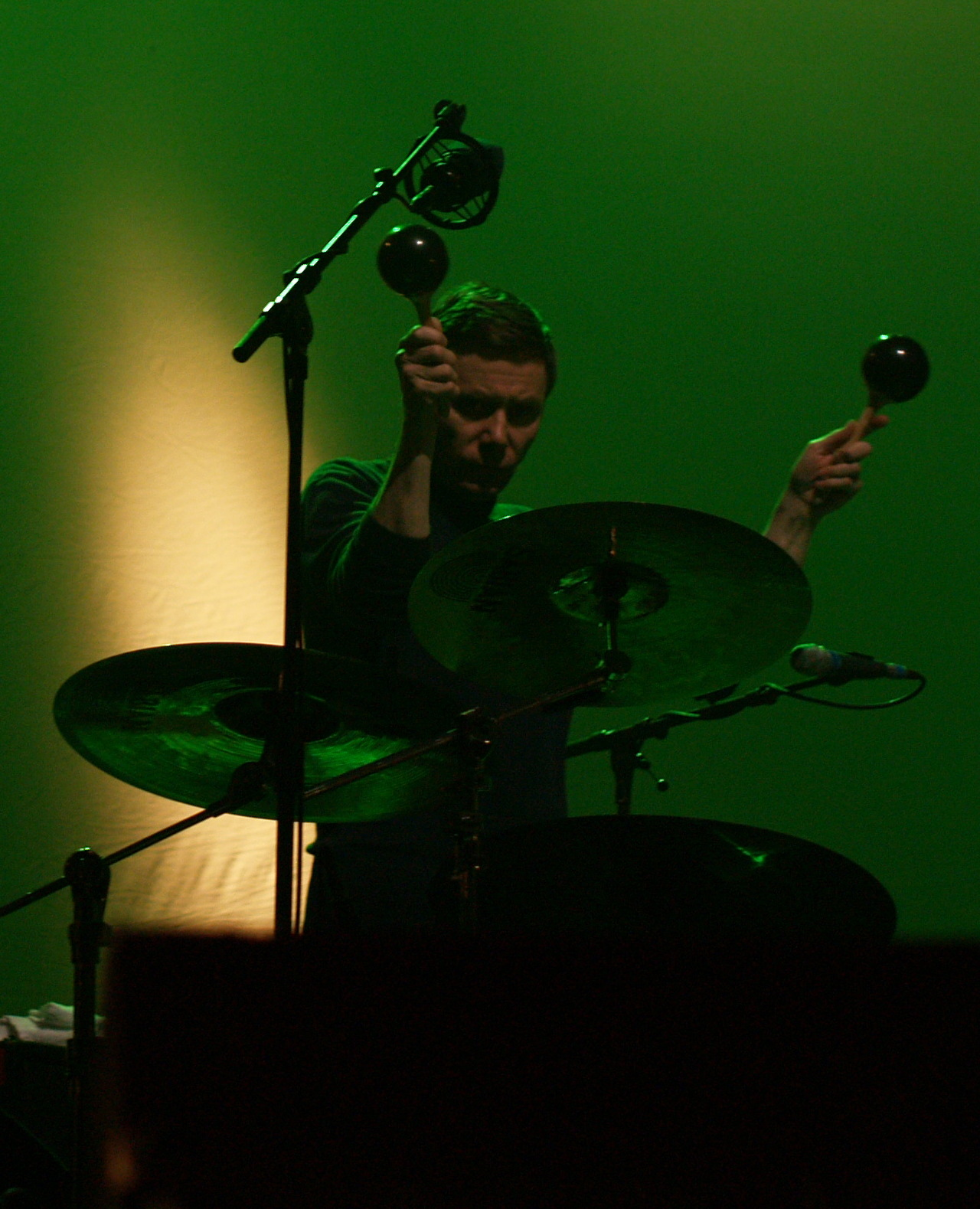
Wydler live mit Nick Cave and the Bad Seeds (2008)

Thomas Wydler (* 9. Oktober 1959 in Zürich) ist ein Schweizer Musiker. Seit 1985 ist er Schlagzeuger der Band Nick Cave and the Bad Seeds. Von 1982 bis 1994 war er Mitglied der Post-Punk-Band Die Haut.

## Leben
Thomas Wydler wuchs im Züricher Quartier Seefeld auf. Als Jugendlicher interessierte er sich vor allem für den Jazz und las die Jazz-Publikationen von Joachim-Ernst Berendt. Er absolvierte eine Ausbildung bei der Post und nahm parallel Schlagzeugunterricht beim US-amerikanischen Funk- und Jazz-Drummer Sal Celi, der ihm empfahl, sich auf Rock’n’Roll statt auf Jazz zu konzentrieren.
Wydler spielte von 1978 bis 1979 in der Schweizer New-Wave-Band Hertz und war auch Mitglied der von Rudolph Dietrich gegründeten Punkband Kraft Durch Freude. Von 1979 bis 1980 spielte er in Dietrichs Punkband Mutterfreuden das Schlagzeug. 1980 blieb Wydler nach einem Mutterfreuden-Konzert direkt in West-Berlin, nachdem er dort ein Konzert der Band Einstürzende Neubauten erlebt hatte, was für Wydler eine musikalische Offenbarung war. Später lernte er Blixa Bargeld und Nick Cave kennen.
Anfang der 1980er Jahre trat er gemeinsam mit Mark Reeder und dem Human-League-Techniker Adrian Wright unter dem Namen Die Unbekannten auf. 1982 gründete Wydler mit Christoph Dreher, Martin Peter und Remo Park die experimentelle Post-Punk-Band Die Haut, in der er bis 1994 aktiv war. Auf deren Debüt-Album Burnin' the Ice steuerte Nick Cave den Gesang bei. 
1985 trat Wydler der zwei Jahre zuvor von Nick Cave, Blixa Bargeld und Mick Harvey gegründeten Band Nick Cave and the Bad Seeds bei. Sein Debüt gab er bei den Aufnahmen zur Album Kicking Against the Pricks. Wydler ist nach Cave das am längsten aktive Mitglied der Band.
Wydler ist auch in verschiedenen Nebenprojekten aktiv, so spielt er seit 1999 in der von Viola Limpet und Kristof Hahn gegründeten Berliner Rockband Les Hommes Sauvages Schlagzeug. Außerdem arbeitet er auch als Sänger, Schlagzeuglehrer, Komponist und produziert Filmmusik. Er arbeitete wiederholt mit Filmregisseur Uli M Schueppel zusammen, zu dessen Filmen er oft Filmmusik und Songs beisteuerte.
Aus der Beziehung mit der Sängerin und Autorin Annika Line Trost ging ein Sohn (* 2002) hervor. Seine Partnerin ist die Musikerin Beate Bartel. Er lebt in Berlin-Schöneberg.

## Diskografie
Veröffentlichungen mit Die Haut und Nick Cave and the Bad Seeds finden sich in den Diskografien der Band-Artikel.
Alben
- 2004: Thomas Wydler & Toby Dammit – Morphosa Harmonia (Hit Thing)
- 2005: Thomas Wydler, Martin Peter, Yoyo Röhm – Tribute to Walter Stöhrer (Hit Thing)
- 2007: Thomas Wydler – Soul Sheriff (Liaisons Records)
- 2012: Thomas Wydler – On the Mat and Off (Soulsheriff Records)

## Filmografie
Soundtrack
- 2000: Grüße aus der Lebensmitte (Fernsehfilm)
- 2011: Cities (Kurzfilm)
- 2013: Nägel mit Köpfen (Dokumentarfilm; mit Les Hommes Sauvages)